# Таида (роман)
„Таида“ (фр. Thaïs) је филозофски и историјски роман француског нобеловца Анатола Франса објављен 1890. Фабула романа је делимично заснована на житију Свете Таисе, хришћанске светице из четвртог века, али и на Франсовој младалачкој песми Легенда о Светој Таиси (1867). Критика религијског догматизма, полемички однос према идеји аскетизма и слављење ероса, изазвале су негативну реакцију конзервативних и клерикалних кругова тадашњег француског друштва. Пишући Таиду Франс је био под снажним утицајем Флоберових романа Саламбо и Искушење Светог Антонија. Франсов роман је адаптиран у истоимену оперу (1894) и неми филм (1917).
Са француског на српски језик Таиду је превео Никола Лалић.

## Заплет романа
Радња романа одиграва се у Египту у четвртом веку. Након божанске визије Пафнуције, монах из египатске пустиње, путује за Александрију да пронађе Таиду, лепу куртизану у коју је био заљубљен у младости, да би је спасио од телесности и привео у хришћанство. У Александрији монах долази код свог школског друга Никеје од кога позајмљује богато одело, а затим одлази у позориште, где задивљено гледа Таиду на позорници. Читалац ретроспективно бива упознат са тиме да је Таида, захваљујући робу Ахмесу, као девојчица крштена, упознаје се са њеним болним одрастањем и на који начин је постала најпознатија куртизана тога доба.
Монах долази код Таиде и опомиње је да се покаје. Куртизана је преплашена волшебном Пафнуцијевом појавом и доживљава га као чаробњака. Она га позива да јој се придружи на гозби, где ће бити присутни најугледнији песници и филозофи ондашње Александрије. На гозби се води дијалог о религији, Адаму и Еви, природи зла, аријанизму, стоицизму итд. Након самоубиства једног од говорника, Таида и Пафнуције се повлаче. Монах захтева од куртизане да на ломачи спали све вредне ствари које поседује, што изазива бес код становника Александрије. Пафнуције затвара Таиду у манастир и враћа се у пустињу. Међутим, у свом старом окружењу не може да пронађе мир, и у годинама које следе непрестано се бори са телесном пожудом према лепој девојци. Када чује да је Таида на самрти, он се враћа у манастир, одбацује своју веру и изјављује јој љубав. Таида посвећена молитви умире као светица.

## Интерпретација
Франс је кроз лик калуђера Пафнуција, који у својој тежњи да постане светац постаје највећи грешник, приказао унутрашње противречности верског догматизма и религијске заслепљености. Снага религије, према њему, је у томе што ствара велике безбожнике. Пафнуције у свом верском фанатизму, мислећи да у име Бога треба да спаси глумицу, постаје ружни грешник, јер се успротивио гласу природе. У томе лежи основна идеја овог дела. Испосников бол што је одбио да учествује у гозби живота је у супротности са радосном ведрином Таиде која прихвата живот и зато умире као светица.
Франс оспорава све идеолошке и филозофске поставке које су оличене у различитим јунацима у роману. Кота је цицероновски човек који заступа одговорност према држави, Никеја је скептик, Еукрит стоик, Пафнуције хришћанин, Марко аријанац итд. Свака филозофска позиција је ослабљена иронијом. Франс заступа став да су све идеологије апсурдне, или барем небитне, када се упореде са лепотом Таиде. Пошто су жеље јунака само илузије и немогуће их је остварити, сви ликови су подједнако достојни сажаљења. Франс сматра да човек треба да напусти сваку врсту догматизованог мишљења, живи у складу са собом и ужива у лепоти коју доноси живот.

## Адаптације
Француски композитор Жил Масне је на темељу Франсовог литералног предлошка компоновао оперу Таида, која је премијерно изведена у Паризу 1894. године. Интермецо из ове опере, Méditation, данас се често самостално изводи и сматра се једном од препознатљивијих музичких композиција класичне музике.
Таида је адаптирана у неми филм 1917, а насловну улогу тумачила је оперска дива Мери Гарден. Филм је доживео комерцијални неуспех.